# José Luis Chilavert
José Luis Chilavert(født 27. juli 1965) er en tidligere paraguayansk landsholdsmålmand.
Chilavert var særligt kendt for sin karisma, excentricitet og ikke mindst sin sparketeknik, der sikrede ham otte mål for landsholdet og 30 mål på klubplan.

## Klubkarriere
Chilavert startede karrieren i paraguayanske Sportivo Luqueño i 1982. Han skiftede til Guaraní i 1984, hvorfra han hurtigt skiftede videre til San Lorenzo de Almagro i den bedste argentinske række. Her blev han i 4 år og spillede 122 kampe, hvorefter turen gik over Atlanterhavet til spanske Zaragoza, hvor han spillede fra 1988-1991. Her scorede han i øvrigt sit første mål i seniorkarrieren. Efter 3 år og 79 kampe i den spanske klub drog han atter tilbage til Sydamerika, til Velez Sarsfield i Argentina. Her spillede han 272 kampe og lavede 24 mål. Efter 9 år i Velez fortsatte fodboldnomaden sin færd til franske Strasbourg, hvor han spillede to år, inden han skiftede til Penarol i den bedste urugayanske serie. Her spillede han et enkelt år, før han skiftede tilbage til Velez og sluttede sin karriere.

## Landsholdskarriere
Landsholdskarrieren startede i 1989, og bød på bl.a. på otte mål på straffe- og frispark.
Han var en af de absolutte hovedgrunde til Paraguays pæne succes ved VM-slutrunderne i 1998 og 2002.
I slutrunden i 2002 havde han dog karantæne i de første to kampe, idet han havde spyttet Brasiliens back Roberto Carlos i hovedet under en kvalifikationskamp.

## Tilbagetrækning
Chilavert spillede sin sidste kamp, en såkaldt Testimonial, den 11. november 2004. Symptomatisk for hans karriere scorede han et mål.
Han blev tilkendt 6 måneders fængsel grundet kontraktsvindel i forbindelse med sin frigørelse fra Racing Club de Strasbourg.
Siden har han optrådt som kommentator på paraguyansk fjernsyn.

## Titler og anerkendelser
- Liga Paraguaya 1984 (med Club Guaraní)
- Primera División Argentina 1993 Clausura (med Vélez Sársfield)
- Copa Libertadores 1994 (med Vélez Sársfield)
- Intercontinental Cup 1994 (med Vélez Sársfield)
- Primera División Argentina 1995 Apertura (med Vélez Sársfield)
- Primera División Argentina 1996 Clausura (med Vélez Sársfield)
- Copa Interamericana 1996 (med Vélez Sársfield)
- Supercopa Sudamericana 1996 (med Vélez Sársfield)
- Recopa Sudamericana 1997 (med Vélez Sársfield)
- Primera División Argentina 1998 Clausura (med Vélez Sársfield)
- Coupe de France 2001 (med RC Strasbourg)
- Primera División Uruguaya 2003 (med Peňarol)

Chilavert blev kåret til "Årets Målmand" af IFFHS 1995, 1997 og 1998.
Han er for nylig blevet overgået af Brasilianske Rogerio Ceni som den mest scorende målmand i professionel fodbold.